# Ducati 1000 Monster
La Ducati 1000 Monster est une moto construite par Ducati dans les années 2000.

## Versions
Apparue en 2002, la Monster 1000 remplace la M900. Son moteur est celui de la 1000 SS, équipée d'un double allumage. Il développe 84 chevaux. Le cadre est celui de la M916 S4.
- 2003 :

M1000 Dark : La M1000 est désormais disponible en noir ou gris mat, à un prix plus abordable.
M1000S : Elle arbore un saute-vent et elle est vendue 10 800 €.
M1000 Cromo : Version limitée, elle utilise un réservoir chromé. Elle n'est disponible qu'en Amérique du Nord, pour environ 11 000 €.
- 2005 :

M1000 S2R : Elle adopte le monobras et les jantes 5 branches de la S4R. Dotée d'un catalyseur, la puissance du moteur est portée à 95 ch. Elle est vendue 9 995 €.

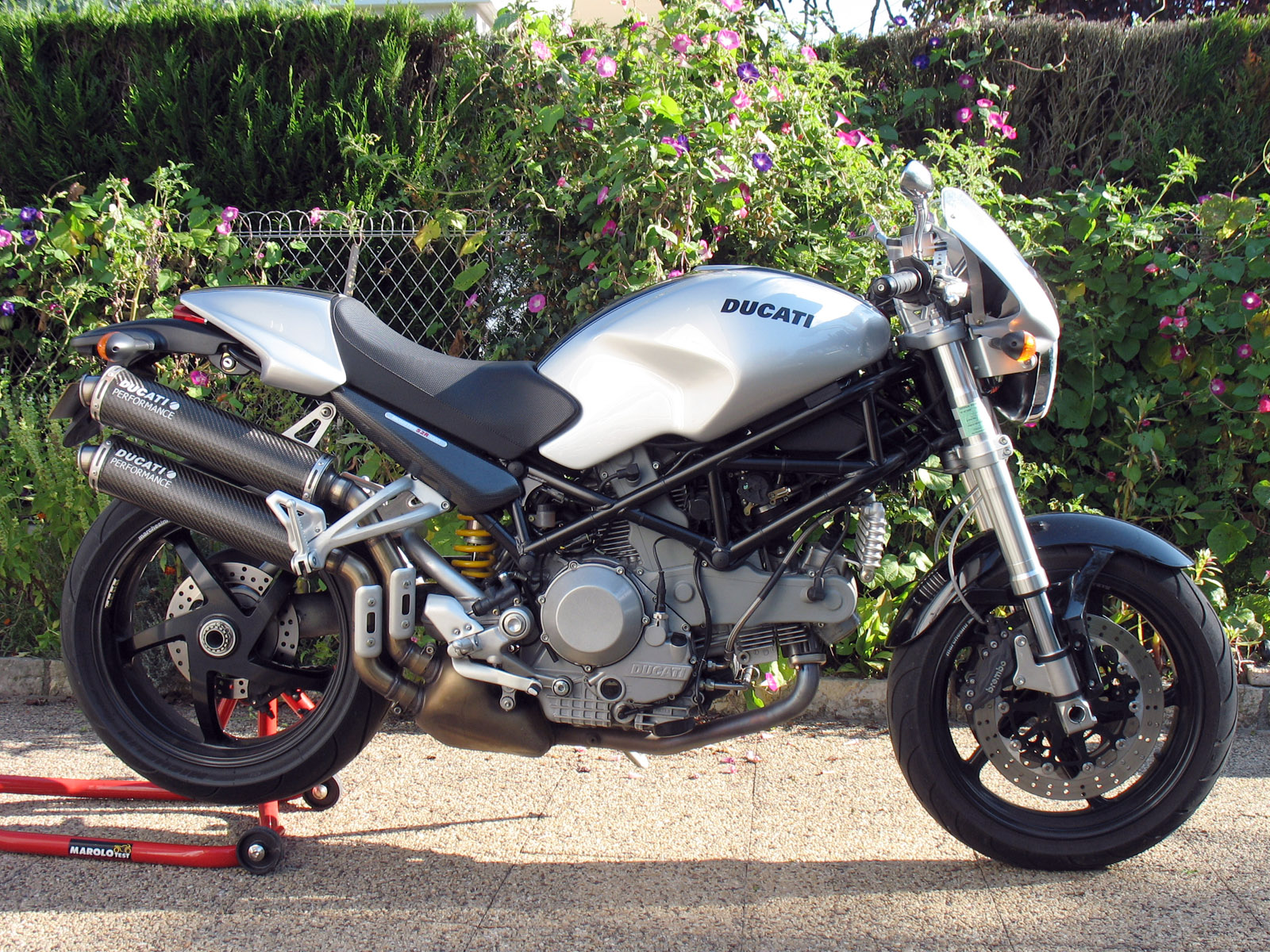
Une Ducati Monster S2R 1000.